# Bowen Byram
Bowen Byram, född 13 juni 2001, är en kanadensisk professionell ishockeyspelare (back) som för närvarande spelar för Buffalo Sabres i National Hockey League (NHL). Han draftades som fjärde totalt av Colorado Avalanche vid NHL Entry Draft 2019. Han vann Stanley Cup med Avalanche 2022.

## Spelarkarriär

### Junior
Byram satte rekord i ligan Western Hockey League med att göra sex övertidsmål under en säsong för Giants och rankades som ligans tredje bästa back säsongen 2018–19 med 71 poäng (26 mål och 45 assist) på 67 matcher. Vid slutspelet vann han den interna poängligan med åtta mål och 18 assist på 22 matcher.

### Professionellt
Byram draftades som fjärde spelare totalt av Colorado Avalanche vid NHL Entry Draft 2019. Den 19 juli signerade Byram ett treårskontrakt med Avalanche.
Han gjorde debut 21 januari 2021 i en förlustmatch mot Los Angeles Kings där han fick 11 minuter speltid. Den första poängen kom följande dag då Byram assisterade Mikko Rantanen i en seger över Anaheim Ducks. I slutet på februari fick Byram hjärnskakningssymtom som höll honom utanför spel resten av rookiesäsongen 2020-21 som innehöll 19 spelade matcher och två poäng.
Byram gjorde sitt första NHL-mål i öppningsmatchen säsongen 2021-22 på Marc-Andre Fleury mot Chicago Blackhawks i en 4-2-seger 13 oktober 2021. Månaden efter ådrog han sig sin tredje hjärnskakning sedan 2021 och var inte tillbaka förrän 1 januari då ligan temporärt pausades av COVID-19-utbrott i flertalet klubbar. Två veckor senare med fortsatta symtom tog Byram paus från Avalanche och hockeyn. 31 mars skickades han till farmarlaget Colorado Eagles för att komma igång igen. När slutspelet sedan startade var Byram återigen med i laget och fick en än större roll efter att backkollegan Sam Girard blev indisponibel halvvägs i serien mot St. Louis Blues. Byram spelade lagets alla 20 matcher i slutspelet och var således med och vann Stanley Cup med Avalanche efter finalseger över Tampa Bay Lightning.

## Internationellt spel
Byram spelade med Kanada och vann guld vid Hlinka Gretzky Club 2018 samt vid Juniorvärldsmästerskapet i ishockey 2020.

## Personligt liv
Han är son till den förre NHL-forwarden Shawn Byram som under en period spelade för New York Islanders och Chicago Blackhawks.

## Statistik

### Klubbkarriär
| 2016–17    | Lethbridge Hurricanes Midget AAA | AMHL       | 8   | 3  | 5  | 8   | 6   | —  | — | —  | —  | —  |
| 2016–17    | Vancouver Giants                 | WHL        | 11  | 0  | 0  | 0   | 8   | —  | — | —  | —  | —  |
| 2017–18    | Vancouver Giants                 | WHL        | 60  | 6  | 21 | 27  | 52  | 7  | 3 | 4  | 7  | 6  |
| 2018–19    | Vancouver Giants                 | WHL        | 67  | 26 | 45 | 71  | 80  | 22 | 8 | 18 | 26 | 18 |
| 2019–20    | Vancouver Giants                 | WHL        | 50  | 14 | 38 | 52  | 76  | —  | — | —  | —  | —  |
| 2020–21    | Colorado Avalanche               | NHL        | 19  | 0  | 2  | 2   | 23  | —  | — | —  | —  | —  |
| 2021–22    | Colorado Avalanche               | NHL        | 30  | 5  | 12 | 17  | 12  | 20 | 0 | 9  | 9  | 10 |
| 2021–22    | Colorado Eagles                  | AHL        | 2   | 0  | 0  | 0   | 2   | —  | — | —  | —  | —  |
| 2022–23    | Colorado Avalanche               | NHL        | 42  | 10 | 14 | 24  | 38  | 7  | 0 | 3  | 3  | 0  |
| 2023–24    | Colorado Avalanche               | NHL        | 55  | 8  | 12 | 20  | 40  | —  | — | —  | —  | —  |
| 2023–24    | Buffalo Sabres                   | NHL        | 18  | 3  | 6  | 9   | 13  | —  | — | —  | —  | —  |
| 2024–25    | Buffalo Sabres                   | NHL        | 82  | 7  | 31 | 38  | 46  | —  | — | —  | —  | —  |
| NHL totalt | NHL totalt                       | NHL totalt | 246 | 33 | 77 | 110 | 172 | 27 | 0 | 12 | 12 | 10 |

### Internationellt
| År            | Lag           | Turnering     | Resultat      |    | Matcher | Mål | Assist | Poäng | Utv |
| ------------- | ------------- | ------------- | ------------- | -- | ------- | --- | ------ | ----- | --- |
| 2017          | Canada Red    | U17           | 2             | 6  | 1       | 4   | 5      | 2     |     |
| 2018          | Kanada        | U18           | 5:a           | 5  | 0       | 1   | 1      | 0     |     |
| 2018          | Kanada        | HG18          | 1             | 5  | 1       | 3   | 4      | 8     |     |
| 2020          | Kanada        | JVM           | 1             | 7  | 0       | 2   | 2      | 0     |     |
| 2021          | Kanada        | JVM           | 2             | 7  | 1       | 4   | 5      | 0     |     |
| 2024          | Kanada        | VM            | 4:a           | 9  | 1       | 4   | 5      | 27    |     |
| Junior totalt | Junior totalt | Junior totalt | Junior totalt | 30 | 3       | 14  | 17     | 10    |     |
| Senior totalt | Senior totalt | Senior totalt | Senior totalt | 9  | 1       | 4   | 5      | 27    |     |